# 21825 Чжан'ічжун
21825 Чжан'ічжун (21825 Zhangyizhong) — астероїд головного поясу, відкритий 2 жовтня 1999 року.
Тіссеранів параметр щодо Юпітера — 3,501.